# Altoforno

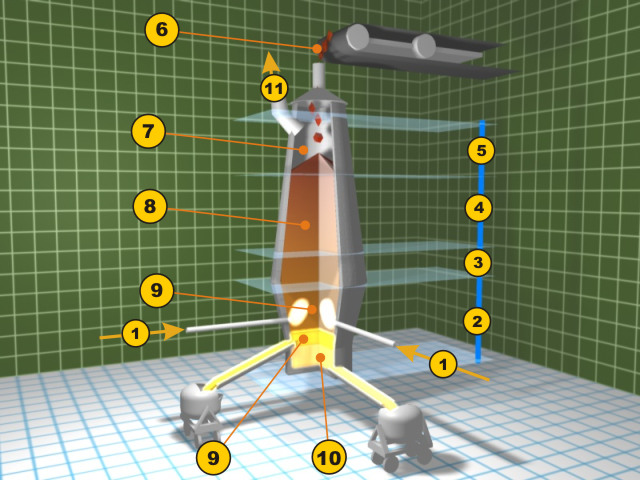
Disegno schematico di un altoforno:
1. flusso di aria calda dalle stufe Cowper
2. zona di fusione
3. zona di riduzione dell'ossido ferroso
4. zona di riduzione dell'ossido ferrico
5. zona di pre-riscaldamento
6. ingresso di minerali grezzi, fondente e coke
7. gas esausti
8. colonna contenente minerale grezzo, fondente e coke
9. rimozione delle scorie
10. fuoriuscita del metallo fuso
11. fuoriuscita dei gas di scarico

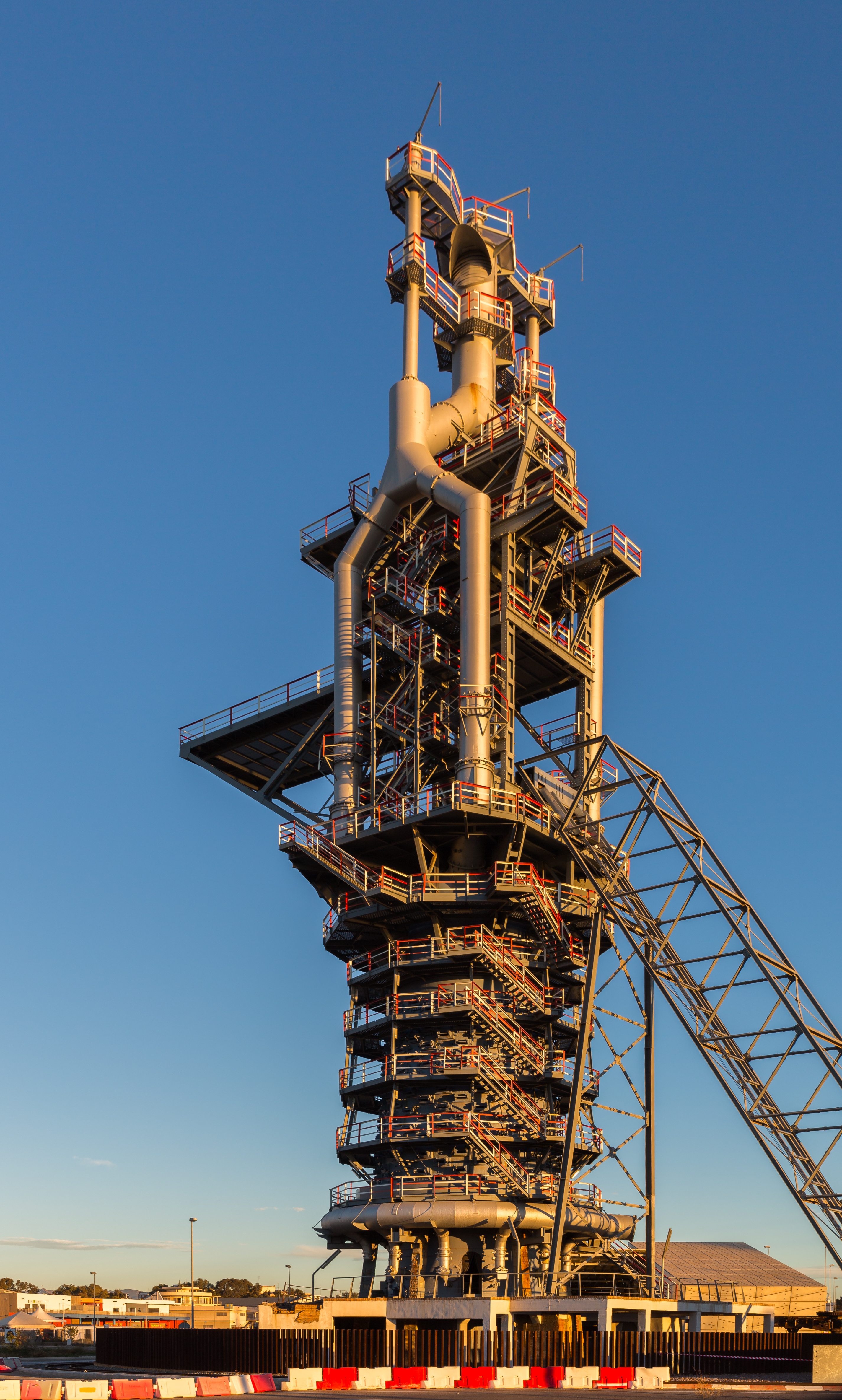
Altoforno Porto del porto di Sagunto, Valencia, Spagna.

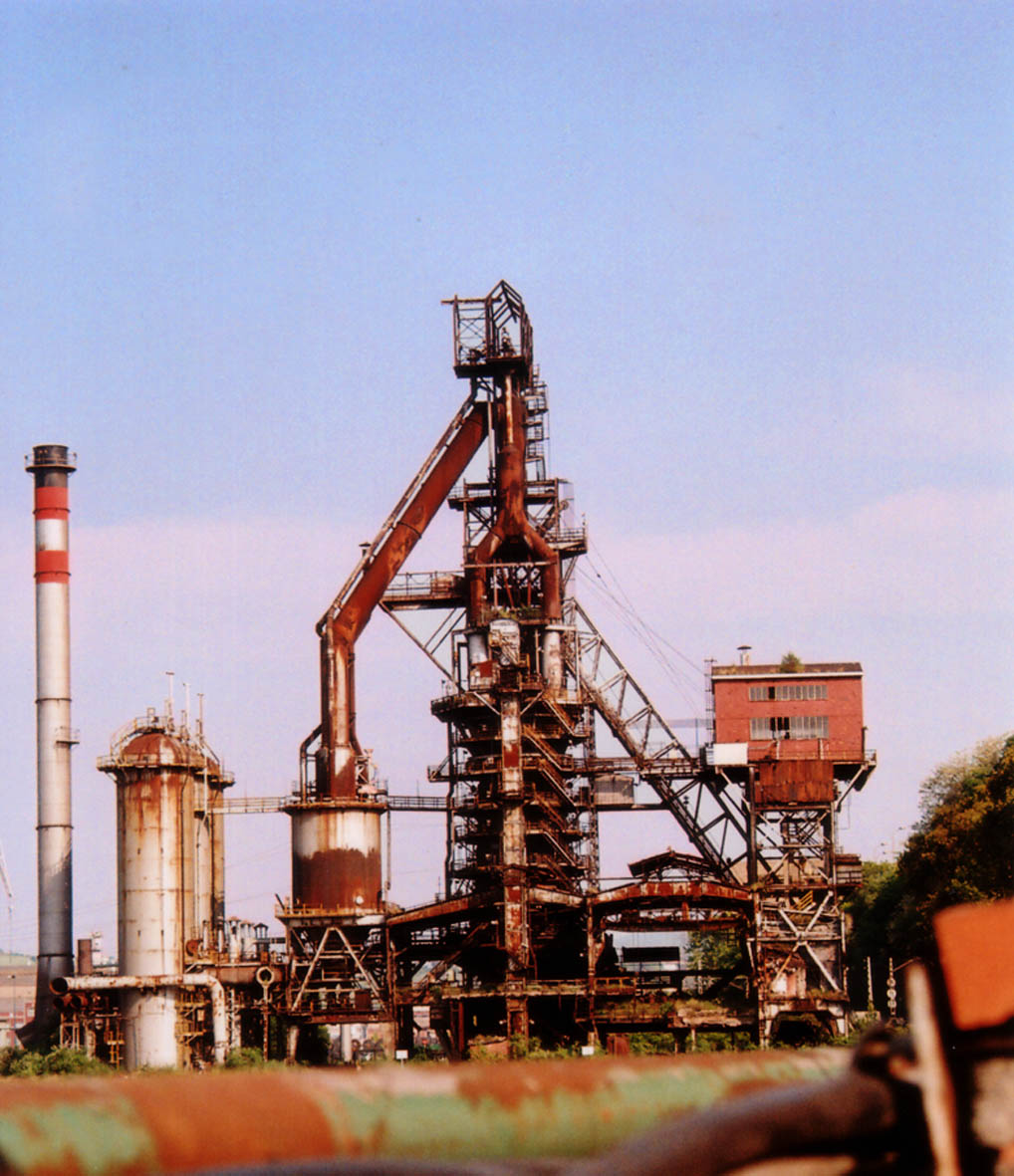
Un vecchio altoforno a Sestao, Spagna

L'altoforno è un tipo di impianto utilizzato nell'industria siderurgica per la produzione della ghisa partendo dal minerale ferroso, è un enorme contenitore verticale di acciaio rivestito internamente di materiale refrattario; l'altoforno produce ghisa grigia, ovvero una lega binaria di ferro e carbonio, attraverso un processo in cui concorre la combustione di carbon coke, la fusione di minerali e riduzione degli ossidi metallici (ad esempio Fe2O3) presenti in natura come minerale ferroso, attraverso un'atmosfera riducente. La produzione di un moderno altoforno può essere compresa tra le 2.000 e le 8.000 tonnellate di ghisa al giorno. 
L'altoforno deve il suo nome alle dimensioni;  può infatti raggiungere un'altezza di 11 metri (più di 50 m considerando anche il sovrastante sistema di caricamento) ed un diametro massimo di circa 12 metri.

## Storia
I più antichi altiforni conosciuti furono impiantati a Dürstel (Svizzera), nella Sauerland (Germania) e a Lapphyttan (Svezia), dove il complesso rimase attivo tra il 1150 e il 1350. Al 1340 risale invece quello di Liegi. I Cistercensi contribuirono alla sua diffusione in Europa, in particolare nella Champagne (Francia) e a Laskill (Gran Bretagna). Un passo importante fu fatto nel 1776, quando l'applicazione del motore a vapore al mantice consentì di raggiungere temperature più elevate. Nel 1828 James Beaumont Neilson brevettò il processo che insufflava aria calda, aumentando l'efficienza.

## Descrizione e generalità
L'altoforno è un forno a tino, la cui forma è costituita da due tratti troncoconici, di cui il "tino" costituisce il cono superiore, il cono inferiore è detto "sacca", uniti da una sezione cilindrica centrale (detta "ventre"). La carica avviene dall'alto, ed è formata da coke e minerale ferroso che vengono caricati a strati alterni.
È un forno a funzionamento continuo: gli strati della carica scendono lentamente mentre il forno viene alimentato introducendo nuovi strati a intervalli regolari.
È un forno ventilato: perché per raggiungere tali valori di temperatura è necessario insufflare dal basso aria preriscaldata, alla quale può essere addizionato ossigeno. L'iniezione di aria detta "vento caldo" (1100-1200 °C), anch'essa continua, avviene attraverso una corona di tubi (detti tubiere) in corrispondenza del ventre del forno.
Contemporaneamente al vento caldo può essere insufflato carbone fossile micronizzato (circa 100 micron), con lo scopo di ridurre l'utilizzo del più costoso carbon coke (che non potrà però essere del tutto eliminato in quanto necessario per mantenere la carica permeabile ai gas).
La struttura del forno è costituita esternamente da una corazza di acciaio speciale, rivestita internamente da mattoni refrattari su un sostrato di cemento refrattario. Le pareti del forno più sollecitate termicamente, sono raffreddate internamente da scambiatori di rame raffreddati, a loro volta, da acqua che li percorre internamente.
Il forno è composto, partendo dall'alto, dalle seguenti parti:

### Bocca di carico
È la parte superiore con gli apparecchi di caricamento, apertura, chiusura e raccolta dei fumi. Nella bocca la temperatura del gas in uscita è inferiore a 200-300 °C.

### Tino
Costituisce la parte più grande dell'altoforno ed è a forma di tronco di cono con la base maggiore in basso. L'allargamento verso il basso facilita la discesa delle cariche e tiene conto anche della loro dilatazione per l'aumentata temperatura.
Viene realizzato utilizzando refrattari silico alluminosi (a carattere acido). La temperatura è generalmente di 800 C°

### Ventre
È la parte cilindrica tra il tino e la sacca; talvolta questa parte dell'altoforno può ridursi alla semplice circonferenza di collegamento della sacca al tino. Qui inizia la fusione delle cariche, a temperature tra 1.350 e 1.500 °C.

### Sacca
È la parte conica con sezione crescente verso l'alto. Nella parte inferiore sono disposti gli ugelli per l'introduzione dell'aria calda di alimentazione dall'altoforno.
Nella sacca si completa la fusione delle cariche con temperatura tra i 1.800 °C e i 2.000 °C.
Per ridurre il consumo di coke, alcuni altiforni prevedono l'insufflaggio di polvere di carbone (più economico del coke) insieme all'aria calda (polveri inferiori ad i 100 micron).

### Crogiolo
È un cilindro costituito da blocchi carboniosi di grafite e argilla. Esso si trova nella parte inferiore dell'altoforno. Sul crogiolo sono disposti, dall'alto al basso, due fori di fuoriuscita delle loppe, angolarmente distanziati a circa 1,50 m dal fondo del crogiolo, e due fori di colata della ghisa madre, anch'essi distanziati angolarmente e disposti appena sopra il fondo del crogiolo. Qui la temperatura raggiunge i 1.600 °C.
Viene solitamente realizzato con rivestimento refrattario grafitico (neutro).

## Alimentazione di un altoforno
I minerali di ferro che costituiscono le cariche di un altoforno sono:
| Minerale      | Formula chimica                  | Massa volumica ({\displaystyle Kg \over dm^{3}}) | % teorica di ferro | % media di ferro nel materiale | Note                                                             |
| ------------- | -------------------------------- | ------------------------------------------------ | ------------------ | ------------------------------ | ---------------------------------------------------------------- |
| Magnetite     | Fe3O4                            | 5                                                | 72,4               | 45/70                          | Il rimanente 37,6% di minerale costituisce la ganga, cioè terra. |
| Ematite rossa | Fe2O3                            | 5,2                                              | 69,9               | 45/60                          | È un buon minerale perché contiene poco fosforo.                 |
| Limonite      | 2Fe2O3{\displaystyle \cdot }3H2O | 3,7                                              | 59,8               | 30/50                          |                                                                  |
| Siderite      | FeCO3                            | 3,8                                              | 48,2               | 30/40                          |                                                                  |

I quattro suddetti minerali vengono solitamente accompagnati da elementi che si possono considerare sia positivi che negativi, eccone alcuni:
- zolfo: sempre indesiderabile;
- arsenico: sempre indesiderabile;
- manganese: generalmente ben accettato;
- fosforo: oggi non costituisce più un inconveniente grazie ai nuovi convertitori LD a ossigeno.

## Preparazione dei minerali del ferro

### Frantumazione
Con la frantumazione, effettuata per mezzo di frantoi rotativi a macina eccentrica, il minerale viene ridotto a una pezzatura di dimensioni variabili fra gli 8 e i 35 mm.

### Arricchimento
Il processo di arricchimento ha lo scopo di togliere, quanto più possibile, la ganga dal minerale.
I metodi di arricchimento più diffusi avvengono per:
- separazione magnetica: il metodo è applicabile esclusivamente alla magnetite, dato che solo questo minerale è magnetico;
- differenza di massa volumica: dopo essere stato macinato, con appositi crivelli il minerale viene separato dalla ganga;
- separazione per galleggiamento;
- separazione per flottazione;
- ecc.

### Calcinazione
La calcinazione è un'operazione di dissociazione che si effettua senza l'intervento di agenti estranei al minerale e con il solo riscaldamento. Essa viene eseguita in forni a una temperatura di 200/300°C e si effettua generalmente:
- sulle limoniti di cui si provoca la separazione dell'acqua secondo la reazione:

{\displaystyle {\ce {2Fe2O3\cdot 3H2O->2Fe2O3\ +\ 3H2O}}}
- sulle sideriti che si dissociano in ossido ferroso, liberando anidride carbonica, secondo la reazione:

{\displaystyle {\ce {FeCO3\cdot FeO\ +\ CO2}}}

### Arrostimento
Lo scopo dell'arrostimento è quello di trasformare il minerale in un materiale più trattabile nell'altoforno, oppure quello di eliminare del tutto, o in parte, elementi nocivi. L'arrostimento può essere:
- arrostimento riducente: in un forno tubolare si carica l'ematite e una piccola quantità di carbone; avviene la seguente reazione:

{\displaystyle {\ce {3Fe2O3\ +\ CO->2Fe3O4\ +\ CO2}}}
Una parte dell'ossido magnetico si trasforma però ulteriormente nel modo seguente:
{\displaystyle {\ce {Fe3O4\ +\ CO->3FeO\ +\ CO2}}}
- arrostimento ossidante: in un forno tubolare, o a griglia, riscaldato a temperatura inferiore ai 500 °C in presenza d'aria, si caricano magnetiti; avviene la seguente reazione:

{\displaystyle {\ce {4Fe3O4\ +\ O2->6Fe2O3}}}

### Agglomerazione e Pellettizzazione
I minerali in pezzatura fine provenienti dalla frantumazione o dall'arricchimento magnetico o dei parchi di omogeneizzazione ecc. non possono essere caricati direttamente nell'altoforno. Per tutti questi materiali è necessario un processo di agglomerazione oppure di pellettizzazione. Si effettua l'uno o l'altro dei due processi, a seconda delle dimensioni granulometriche dei materiali e precisamente:
- agglomerazione per le polveri di dimensioni > 0,1 mm;
- pellettizzazione per le polveri di dimensioni < 0,1 mm.

#### Agglomerazione
Il processo consiste nel mescolare il materiale ferroso fine con polvere di coke e disporlo in appositi forni a griglia, riscaldati a temperature elevate: 1.000 / 3.000 °C.
Questo materiale così trattato o per incipiente fusione dei granelli di silice in esso contenuti, o per il verificarsi di una vera e propria ricristallizzazione, si trasforma in un agglomerato avente l'aspetto di una massa spugnosa.

#### Pellettizzazione
Il processo di pellettizzazione si effettua per quei materiali troppo fini per i quali l'agglomerazione sarebbe eccessiva.
Il processo consiste nel mescolare il minerale, a piccolissima granulometria, con l'acqua, calce e un agglomerante, di solito la bentonite, dentro tamburi rotanti nei quali si ha la formazione di pallottole sferoidali di 10/25 mm di diametro dette dall'inglese pellet verdi. Successivamente si provvede a un essiccamento e cottura a 1.300 °C, in forni continui a griglia tipo dwight-lloyd.

## Fondente
Al minerale del ferro e al coke immessi nell'altoforno si aggiunge del materiale, chiamato fondente, che si unisce chimicamente, a una temperatura relativamente bassa, circa 1.200 °C, alla ganga del minerale e alle ceneri del coke formando delle sostanze che fondono facilmente.
Il fondente è solitamente un materiale roccioso del tipo calcareo, più raramente esso è costituito da dolomite, argilla, sabbia, ecc. 
Per diminuire il consumo di coke nell'altoforno, l'aggiunta di questo fondente deve essere in quantità e qualità tali da dar luogo al seguente indice di basicità {\displaystyle I_{b}}:

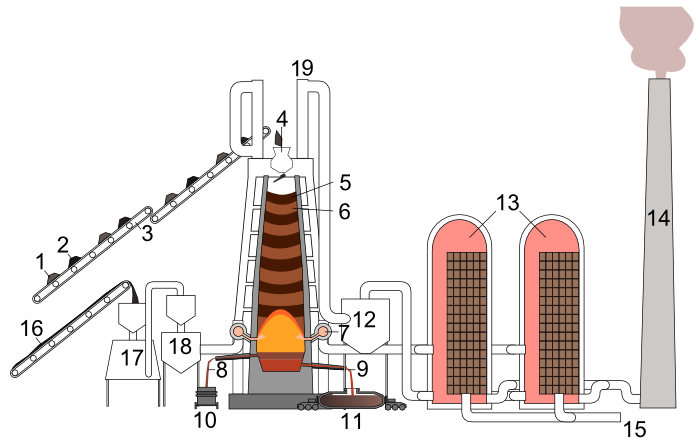
Schema di un centro siderurgico a ciclo integrale, fasi della produzione:
1. Minerale di ferro
2. Fondente
3. Carrelli trasportatori
4. Bocca di carico
5. Strato di Coke e fondente
6. Strato di Fondente e minerali di ferro
7. Flusso di aria calda a circa 1200 °C
8. Rimozione delle scorie
9. Crogiolo per la colata della ghisa
10. Siviera per le scorie
11. Colata in siviera
12. Contenitore per la separazione delle particelle solide
13. Ricuperatori
14. Ciminiera
15. Condotto per l'aria calda inviata all'altoforno
16. Carbone in polvere
17. Cokeria
18. Coke
19. Uscita dei fumi dall'altoforno

{\displaystyle I_{b}={CaO \over SiO_{2}}=1,25}

## Principali fasi di funzionamento
L'altoforno è essenzialmente un impianto chimico in cui avvengono determinate reazioni. Le principali possono essere classificate in tre categorie.

### Reazioni di riduzione del minerale di ferro e di carburazione del ferro
La riduzione avviene sia per azione dell'ossido CO (riduzione indiretta), sia per azione del coke (riduzione diretta). Infatti l'ossigeno contenuto nell'aria introdotta a temperatura elevata e a pressione nell'altoforno reagisce con il coke rovente, formando dapprima anidride carbonica (CO2) e successivamente monossido di carbonio secondo le reazioni:
{\displaystyle {\ce {C\ +\ O2->CO2}}}
{\displaystyle {\ce {CO2\ +\ C->2CO}}}
Nella colonna di gas che sale verso l'alto si ha, pertanto, ossido di carbonio (CO) che ha la duplice funzione di ridurre il minerale e di carburare il ferro così ottenuto, secondo le seguenti reazioni:
- reazione di riduzione:

{\displaystyle {\ce {Fe2O3 \ + \ 3CO -> 2Fe \ + \ 3CO2}}}
e se è presente della magnetite:
{\displaystyle {\ce {Fe3O4 \ + \ 4CO -> 3Fe \ + \ 4CO2}}}
- reazione di carburazione:

{\displaystyle {\ce {3Fe\ +\ 2CO->Fe3C\ +\ CO2}}}
Non tutto l'ossido di carbonio reagisce in tal modo; una parte resterà con i fumi che escono, cioè i gas d'altoforno. Altro ossido di carbonio si forma per riduzione diretta del minerale con il coke, secondo la reazione:
{\displaystyle {\ce {Fe2O3 \ + \ 3C -> 2Fe \ + \ 3CO}}}
e se è presente della magnetite:
{\displaystyle {\ce {Fe3O4 \ + \ 4C -> 3Fe \ + \ 4CO}}}
Contemporaneamente, altro ferro viene carburato per reazione diretta del coke:
{\displaystyle {\ce {3Fe\ +\ C->Fe3C}}}

### Riduzione di altri ossidi
Le principali reazioni che avvengono, sono tre:
{\displaystyle {\ce {MnO\ +\ C->Mn\ +\ CO}}} ;
{\displaystyle {\ce {SiO2 \ +\  2C -> Si \ + \ 2CO}}} ;
{\displaystyle {\ce {P2O5 \ + \ 5C -> P2 \ + \ 5CO}}} ;
Mentre il manganese, ottenuto per riduzione del suo ossido (MnO), è molto utile per la desolforazione della ghisa, il silicio e il fosforo restano senza particolari reazioni nella ghisa stessa.

### Desolforazione della ghisa
L'eliminazione del dannoso zolfo è svolta dal manganese e dalla calce. Il manganese accompagna il minerale oppure è introdotto appositamente come minerale ausiliario, mentre la calce proviene dalla dissociazione del calcare che accompagna il minerale, oppure è introdotta appositamente con il fondente. Il manganese e la calce reagiscono nel modo seguente:
{\displaystyle {\ce {FeS\ +\ Mn->MnS\ +\ Fe}}} ;
{\displaystyle {\ce {MnS\ +\ CaO\ +\ C->CaS\ +\ Mn\ +\ CO}}}
Come si vede dalle reazioni, il manganese reagisce con il solfuro di ferro FeS, quindi nella seconda reazione si riforma, rientrando nuovamente in ciclo. Il composto CaS assieme a una parte del solfuro MnS va nelle loppe.

## Reazioni di riduzione degli ossidi
Partendo da un minerale ferroso (Fe3O4 o Fe2O3) si recupera il metallo attraverso la riduzione degli ossidi tramite la reazione:
{\displaystyle {\ce {2MeO->2Me\ +\ O2\,\,\,}}} con {\displaystyle \Delta G<0}
dove {\displaystyle \mathrm {Me} } rappresenta un atomo metallico. Mediante la regola di Gibbs (maggiore affinità indica maggiore stabilità con conseguente aumento di energia di rottura dei legami) è possibile stilare una tabella (detta di Ulich) che indica l'affinità del metallo con l'ossigeno:
- IV gruppo (Ossidi refrattari): {\displaystyle {\ce {CaO->Ca\,\,\,}}}; {\displaystyle {\ce {\,\,\,MgO->Mg\,\,\,}}}; {\displaystyle {\ce {\,\,\,Al2O3->ZAl\,\,\,}}}; {\displaystyle {\ce {\,\,\,SiO2->Si\,\,\,}}}
- III gruppo (Mediamente refrattari): {\displaystyle {\ce {MnO->Mn\,\,\,}}}; {\displaystyle {\ce {\,\,\,Cr2O2->Cr\,\,\,}}}; {\displaystyle {\ce {\,\,\,SnO->Sn\,\,\,}}}; {\displaystyle {\ce {\,\,\,WO3->W\,\,\,}}}; {\displaystyle {\ce {\,\,\,FeO->Fe}}}
- II gruppo (Riducibili): {\displaystyle {\ce {NiO->Ni\,\,\,}}}; {\displaystyle {\ce {\,\,\,CoO->Co\,\,\,}}}; {\displaystyle {\ce {\,\,\,Cu2O->Cu\,\,\,}}};
- I gruppo (Riducibili per semplice riscaldamento): {\displaystyle {\ce {Ag2O -> Ag}}}

Tra i riducenti presenti in natura c'è l'idrogeno che ha una fortissima affinità con l'ossigeno perciò in teoria si potrebbe sfruttare la seguente reazione:
{\displaystyle {\ce {FeO\ +\ H2<=>Fe\ +\ H2O}}}
però l'utilizzo dell'idrogeno comporta un fortissimo rischio di esplosione.
Per il II e il III gruppo è possibile utilizzare l'ossido di carbonio CO che ha fortissima affinità e tende ad evolvere:
{\displaystyle {\ce {FeO\ +\ CO<=>Fe\ +\ CO2}}}
L'ossido di carbonio deriva dalla combustione in difetto di ossigeno del coke
{\displaystyle {\ce {2C\ +\ O2<=>2CO}}}
{\displaystyle {\ce {C\ +\ CO2<=>2CO}}}
Il processo di riduzione mediante {\displaystyle {\ce {CO}}} viene detto riduzione indiretta, mentre quello mediante {\displaystyle {\ce {C}}} viene detto riduzione diretta. Da un punto di vista energetico la riduzione diretta necessita di molto più calore se confrontata con quella indiretta. Per le temperature presenti all'interno del processo d'altoforno la riduzione diretta non può essere eliminata completamente.
Nell'altoforno il monossido di carbonio, necessario al processo di riduzione, si crea dalla combustione del coke con aria a 1.200 °C che viene insufflata dal basso mediante degli ugelli, detti tubiere.
L'altoforno è alimentato dall'alto con strati alterni di carbone coke metallurgico, fondente e minerale ferroso (in genere ossidi, come ematite, magnetite, wüstite e limonite).
La funzione del carbon coke all'interno dell'altoforno è molteplice:
- produce il gas necessario al processo di riduzione degli ossidi di ferro;
- genera il calore necessario alla fusione dei minerali di ferro;
- sostiene meccanicamente la carica ferrifera;
- permette il processo di carburazione della ghisa liquida abbassandone il punto di fusione.

## Ciclo integrale
Provvede a trasformare il minerale in ghisa. La carica impiega circa 8 ore per passare dalla bocca al crogiolo; la carica si autosostiene sulla precedente. A livello del ventre si ha ferro puro a contatto del carbonio e si ha la carburazione che permette una riduzione della temperatura di fusione (si raggiungono circa i 1.350÷1.550 °C a fine ventre) e si ha gocciolamento di ghisa liquida caratterizzata da composizione chimica:
{\displaystyle \mathrm {C=4,1-4,4\%;\,\,\,Mn=0,5-1,5\%;\,\,\,P=0,1-0,9\%;\,\,\,S<0,1\%;\,\,\,Si=0,5\%} }
che non ha utilizzi industriali se non depurata dagli elementi chimici indesiderati (soprattutto zolfo e fosforo che inducono fragilità nella lega).
Per l'equazione di Bouduard abbiamo 2 parametri indipendenti e facciamo variare la temperatura all'interno dell'altoforno. Per raggiungere l'equilibrio a una certa temperatura necessita una certa percentuale di CO e ipotizzando una pressione atmosferica si ha un solo parametro da variare. Se ci si sposta a T=cost non si è più in equilibrio: nel punto A si ha carenza di CO e per il principio di Le Châtelier la reazione si sposta a sinistra (l'equazione di Bouduard è esotermica). In analogia possiamo fare lo stesso con
{\displaystyle {\ce {FeO\ +\ CO<=>Fe\ +\ CO2}}}
Se si combinano le curve si ottiene un grafico che indica dove lavorare nell'altoforno. La zona superiore si chiama indiretta perché sembra che la reazione serva per generare CO2 mentre in realtà ha il compito di deossidare FeO. Le riduzioni indirette sono esotermiche perciò queste reazioni alimentano l'impianto mentre quelle dirette sono neutre o leggermente endotermiche con sottrazione di calore (da qui la necessità di introdurre aria calda con polverino di carbone).
Alla bocca si introduce carbonato di calcio CaCO3 a circa 800 °C che reagirà secondo la reazione
{\displaystyle {\ce {CaCO3<=>CaO\ +\ CO2}}}
la reazione è fortemente endotermica e aumenta la zona di riduzione indiretta. Dal punto in cui è presente solo Fe inizia il processo di carburazione.

## Sottoprodotti dell'altoforno
L'altoforno ha come scopo la produzione della ghisa madre ma produce anche due sottoprodotti: il gas povero, o gas d'altoforno, e le loppe, o scorie d'altoforno.
Si tratta di un gas combustibile e di un materiale entrambi relativamente poveri, ma le grandissime quantità prodotte inducono al loro recupero e utilizzo.

### Il gas povero
Il gas d'altoforno viene prodotto in quantità variabili tra i 2500 e 3500 Nmc (normal metro cubo) per ogni tonnellata di ghisa madre, corrispondenti a 5/7 Nmc per ogni kg di coke introdotto.
In passato questo gas veniva disperso nell'aria, ma oggi si preferisce raccoglierlo per motivi ecologici, e riutilizzarlo nei ricuperatori Cowper, risparmiando denaro, per il riscaldamento dei forni.

### Le loppe
Per la diversa massa volumica si separano dalla ghisa madre nel crogiolo. Esse sono costituite da silice, calce, allumina, magnesia, anidride fosforica, ossido di ferro, ecc. Le loppe vengono prodotte nella quantità di 0,3 t per ogni tonnellata di ghisa prodotta.
All'uscita dell'altoforno le loppe vengono trasformate in granuli investendole con un forte getto di acqua, successivamente vengono inviate nelle fabbriche di cemento dove, mescolate e macinate a un'opportuna quantità di gesso formano il cosiddetto cemento d'altoforno.

## Altro
La durata del ciclo integrale varia dai 10 ai 15 anni. Uno degli ultimi impianti funzionanti in Italia è quello di Taranto, costruito negli anni sessanta. Oggi in Italia non vengono più realizzati altiforni a causa del passaggio da ciclo integrale a ciclo rottame, che fa invece impiego del forno elettrico.
L'altoforno continua a funzionare per 7 anni ininterrottamente, senza mai essere spento. Dopo 7 anni vengono rinnovate le pareti in acciaio e il materiale refrattario presente all'interno dell'altoforno; questo materiale refrattario è utile per mantenere il calore e le temperature che si raggiungono nell'altoforno. Ai lati dell'altoforno vi sono due torri, dette torri di Cowper (delle quali, in un determinato istante, una è in fase di riscaldamento e l'altra è in fase di raffreddamento) che servono per raccogliere i fumi emessi dall'altoforno. Questi vengono inizialmente filtrati per eliminare scorie, poi l'aria calda viene ri-immessa nell'altoforno in modo da avere a disposizione una fonte di aria già calda e non da riscaldare, mentre i fumi e i gas vengono indirizzati verso le turbine a gas che produrranno corrente elettrica.
Ogni due ore/due ore e mezza, dal crogiolo, parte terminante dell'altoforno, viene spillata la ghisa fusa che viene separata dalle scorie presenti; tali scorie, chiamate loppa, si trovano più in superficie poiché l'introduzione del fondente, insieme ai minerali di ferro, permette di portarle "a galla". Queste scorie vengono poi riutilizzate, per esempio, per fare il cemento d'altoforno, riutilizzato appunto per costruzioni dell'altoforno.
La ghisa, dopo essere stata spillata, può essere fatta solidificare formando i cosiddetti pani di ghisa o può essere trasportata fino alle acciaierie tramite il carro siluro; quest'ultimo è utile per mantenere la temperatura, quindi la ghisa allo stato fluido. Arrivata alle acciaierie, la ghisa viene trasformata in acciaio grazie ai convertitori ad insufflazione di ossigeno. I convertitori più importanti sono Martin-Siemens, Bessemer, Thomas e Linz Donawitz (L.D.), anche se il più usato è il L.D. Questi convertitori, tramite l'introduzione di ossigeno, riducono la percentuale di carbonio presente nella ghisa. L'acciaio infatti, è una lega di carbonio e ferro, in cui la percentuale di carbonio varia dallo 0,1% all'1,9%.